# ألبرت جونستون (لاعب دوري الرغبي)
ألبرت جونستون (بالإنجليزية: Albert Johnston)‏ هو لاعب دوري الرغبي نيوزيلندي، ولد في 10 مايو 1892 في Balmain, New South Wales ‏ في أستراليا، وتوفي في 15 مايو 1961 في Carlton, New South Wales ‏ في أستراليا.